# 5 eurocent
5 eurocent-mønterne består af kobberbelagt stål. De har en diameter på 21,25 mm, en tykkelse på 1,67 mm og vejer 3,92 g. Deres rand er glat.

## Sider
Som alle de andre euromønter har 5 centen en fælles side og en national side.

### Den fælles side
- Alle 5 eurocent-mønternes rand

### Nuværende nationale sider
For øjeblikket (2009), præger 19 lande euromønter, dermed er der også 19 forskellige versioner af 5 eurocent-mønten. Der er dog 24, hvis man tæller de forhenværende versioner med.

### Forhenværende nationale sider
Det var ikke meningen at de nationale sider skulle udskiftes før år 2008, ved mindre Monarken oa. som var portrætteret blev udskiftet. Hvilket allerede er sket 2 gange: Pga. Johannes Paul II døde blev der præget en møntserie der repræsenterede den ledige pavestol, hvorefter der blev præget endnu en møntserie da den nye pave blev fundet. 
Den anden gang var da Monacos prins døde, hvilket medførte en ændret møntserie.

## Mønter før tilføjelse
Ifølge en ny lov skal alle eurolandene skrive deres navn eller forkortelsen af deres navn på alle deres euromønters nationale side. Men landene bestemmer selv, hvornår de vil tilføje denne ændring. Finland var første land til at gøre dette med tilføjelsen af (FI). Her vises billeder af mønterne før denne ændring.

### Fremtidige nationale sider
Den forudsete optagelse i eurosamarbejdet har fået Estland, Letland og Litauen til at lave foreløbige udkast til hvordan deres euromønter skal se ud.
Det skal bemærkes at designene kan ændre sig inden mønterne bliver præget.